# Ti racconto di me
Ti racconto di me è una raccolta di Marco Masini pubblicata dalla vecchia casa discografica del cantautore toscano, la BMG Ricordi, che, sfruttando l'onda del successo avuto alla cinquantaquattresima edizione del Festival della Canzone Italiana di Sanremo (dove vinse con L'uomo volante) fece questa raccolta completa (altro non è che l'unione delle ultime due raccolte Collezione e Collezione 2 racchiuse in questo doppio CD).
Da parte sua Masini, a tre giorni dall'uscita nei negozi di dischi, fece causa alla sua vecchia casa discografica ordinando di revocare tutte le copie di questa compilation in mancanza di accordi tra loro.
Il titolo si basa su quello del sesto album in studio di Masini, Raccontami di te (2000), contenente l'omonima canzone presentata alla cinquantesima edizione del Festival di Sanremo.

## CD 1
1. T'innamorerai
2. Principessa
3. Ci vorrebbe il mare
4. Ti vorrei
5. Malinconoia
6. Vai male a scuola
7. Disperato
8. Raccontami di te
9. Il cielo della vergine
10. Ancóra vita è
11. Perché lo fai
12. Vai con lui
13. Caro babbo
14. Il bellissimo mestiere
15. Bella stronza

## CD 2
1. Lasciaminonmilasciare
2. Cenerentola innamorata
3. Il niente
4. L'amore sia con te
5. Vaffanculo
6. Fino a tutta la vita che c'è
7. Il giorno di Natale
8. Figlio della polvere
9. Meglio solo
10. Lungomare
11. Scimmie
12. Un piccolo Chopin
13. Paura d'amare
14. Dal buio